# Swiss Performance Index
| Swiss Performance Index | Swiss Performance Index |
| Stammdaten              | Stammdaten              |
| ----------------------- | ----------------------- |
| Staat                   | Schweiz                 |
| Börse                   | SIX Swiss Exchange      |
| ISIN-Code               | CH0009987501            |
| Valorennummer           | 998750                  |
| Symbol                  | SXGE                    |
| RIC                     | .SSHI                   |
| Bloomberg Ticker        | SPI                     |
| Kategorie               | Aktienindex             |
| Typ                     | Performanceindex        |
| Familie                 | Swiss Market Indices    |
| Allzeithoch             | 16’610.35 (2022-01-03)  |

Struktur der SPI-Familie

Der Swiss Performance Index (SPI) ist neben dem Swiss Market Index (SMI) der am meisten beachtete Aktienindex der Schweiz. Er wird von der SIX Group berechnet und publiziert. Der SPI umfasst nahezu alle kotierten schweizerischen Aktiengesellschaften. Er gilt deshalb als Gesamtmarktindex für den schweizerischen Aktienmarkt. Die wichtigsten Branchen nach Gewichtung im SPI waren per Juni 2024 der Gesundheitssektor mit 33 %, gefolgt von Konsumgütern mit 23 %, der Finanzbranche mit 19 % und Industriegütern mit 19 %. Der SPI ist in zahlreiche Sub-Indizes nach Sektoren und Kapitalisierung unterteilt. Zusammen bilden diese Indizes die SPI-Familie. Das Titeluniversum der SPI-Familie umfasst momentan 210 Aktien (Stand: 2. August 2024).

## Basisdatum
Der SPI wird seit dem 1. Juni 1987 berechnet. An diesem Datum (Basisdatum) wurde der Indexstand auf 1000 Punkte festgelegt.

## Berücksichtigung der Dividenden
Der SPI ist ein dividendenadjustierter Aktienindex (Total Return-Index). Dies bedeutet, dass Dividendenzahlungen bei der Indexentwicklung mitberücksichtigt werden. Bei jeder Dividendenzahlung wird der Divisor des Index angepasst. Allerdings existiert auch eine nicht dividendenkorrigierte Variante (Preis-Index) des SPI.

## Titeluniversum
Der SPI umfasst gemäss SPI-Indexreglement alle Aktientitel, welche an der SIX Swiss Exchange primärkotiert sind, jedoch mit zwei Ausnahmen:
- Aktientitel mit frei handelbarem Anteil (Free Float) von weniger als 20 % sind aufgrund ihrer eingeschränkten Handelbarkeit (Liquidität) nicht im SPI enthalten.
- Investmentgesellschaften sind nicht im SPI enthalten, um Doppelzählungen zu vermeiden. Einzig dann, wenn eine Investmentgesellschaft ausschliesslich in nicht an der SIX primärkotierte Unternehmen investiert, kann sie auf eigenen Antrag in den SPI aufgenommen werden.

Grundsätzlich werden nur Aktientitel von schweizerischen Unternehmen mit juristischem Gesellschaftssitz in der Schweiz oder im Fürstentum Liechtenstein in den SPI aufgenommen. Auf Antrag kann eine primärkotierte Gesellschaft mit Sitz im Ausland aufgenommen werden, falls sie bestimmte Bedingungen in Bezug auf aktienrechtliche Meldepflichten erfüllt.

## Unternehmen im SPI
(Stand 2. August 2024)
| - ABB - Accelleron Industries - Addex Therapeutics - Adecco - Adval Tech Holding - Aevis Holding - Airesis - Alcon - Allreal Holding - Also Holding - Ams-Osram 1 - APG SGA - Arbonia - Arundel - Aryzta - Ascom - ASmallWorld - Autoneum - Avolta - Bachem Holding - Bâloise Holding - Banque Cantonale de Genève - Banque Cantonale du Jura - Banque Cantonale Vaudoise - Barry Callebaut - Basellandschaftliche Kantonalbank - Basilea Pharmaceutica - Basler Kantonalbank - BB Biotech - Belimo Holding - Bell Food Group - Bellevue Group - Berner Kantonalbank - BKW Energie - Bossard Holding - Bucher Industries - Burckhardt Compression - Burkhalter Holding - BVZ Holding - Bystronic - Calida Holding - Carlo Gavazzi Holding - Cembra Money Bank - CI Com - Cicor - Clariant - Coltene Holding - Comet Holding - Compagnie Financière Tradition - Cosmo Pharmaceuticals 1 - CPH Chemie + Papier - Curatis - Crealogix - Dätwyler Holding - DKSH - DocMorris - Dormakaba - Dottikon ES Holding - Edisun Power - EFG International - Emmi - Ems-Chemie - EPIC Suisse - Evolva | - Feintool International Holding - Flughafen Zürich AG - Forbo Holding - Fundamenta Real Estate - Galenica - GAM - Geberit - Georg Fischer AG - Givaudan - Glarner Kantonalbank - Graubündner Kantonalbank - Groupe Minoteries - Gurit Holding - Helvetia Holding - HIAG Immobilien - Highlight Event and Entertainment - Hochdorf Holding - Holcim - Huber+Suhner - Hypothekarbank Lenzburg - Idorsia - Implenia - INA Invest - Inficon - Interroll Holding - Intershop Holding - Investis - IVF Hartmann Holding - Julius Bär Holding - Jungfraubahn Holding - Kardex - Kinarus - Klingelnberg - Komax Holding - Kudelski - Kühne + Nagel - Kuros Biosciences - Landis+Gyr - lastminute.com 1 - Leclanché - Lem Holding - Leonteq - Liechtensteinische Landesbank 1 - Lindt & Sprüngli 2 - Logitech - Lonza Group - Luzerner Kantonalbank - MCH Group - Medacta Group - Medartis - Medmix - Meier Tobler - Metall Zug - Meyer Burger - Mikron Gruppe - Mobilezone Holding - Mobimo Holding - Molecular Partners - Montana Tech Components - Nestlé - Newron Pharmaceuticals 1 - Novartis - Novavest Real Estate - Obseva - OC Oerlikon - One Swiss Bank - Orascom Development Holding - Orell Füssli - Orior - Partners Group - Peach Property | - Perrot Duval Holding - Phoenix Mecano - Pierer Mobility 1 - Plazza - Polypeptide - Private Equity Holding - PSP Swiss Property - R&S Group - Relief Therapeutics - Richemont - Rieter - Roche Holding 2 - Romande Energie Holding - Sandoz Group - Santhera Pharmaceuticals Holding - Schaffner Holding - Schindler Holding 2 - Schlatter Holding - Schweiter Technologies - Schweizerische Nationalbank - Sensirion - SF Urban Properties - SFS Group - SHL Telemedicine - Siegfried Holding - SIG Combibloc Services - Sika AG - SKAN - Société Générale de Surveillance - SoftwareONE - Sonova - Spexis - St.Galler Kantonalbank - Stadler Rail - Starrag - Straumann - Sulzer AG - Swatch Group 2 - Swiss Life - Swiss Prime Site - Swiss Re - Swisscom - Swissquote - Tecan Group - Temenos Group - Thurgauer Kantonalbank - Titlis Bergbahnen - TX Group - U-blox - UBS - V-Zug - Valiant Holding - Varia US Properties - VAT Group - Vaudoise Assurances - Vetropack - Villars Holding - Vontobel - VP Bank 1 - VZ Holding - Walliser Kantonalbank - Warteck Invest - WISeKey - XLife Sciences - Ypsomed Holding - Zehnder Group - Züblin Immobilien Holding - Zuger Kantonalbank - Zug Estates - Zurich Insurance Group - Zwahlen et Mayr |

 1 Ausländisches Unternehmen an der SIX Swiss Exchange kotiert 
 2 Unternehmen ist mit zwei Aktien im SPI vertreten 

## Weitere Indexvariationen
Neben der Standardvariante, werden für den SPI diverse Indexvariationen berechnet, die das Titeluniversum nach Grösse (Marktkapitalisierung) in kleine, mittlere oder grosse Firmen unterteilen. Daneben werden Sektorenindizes berechnet, welche die Performance einer Gruppe von Titeln, welche gewissen Industrien zugehören, repräsentieren.